# Sarah Miles
Pour les articles homonymes, voir Miles.
Sarah Miles, née le 31 décembre 1941 à Ingatestone (Essex), est une actrice anglaise.

## Biographie
Sarah Miles est une des actrices britanniques les plus représentatives des années 1960, une des héroïnes incontournables du Swinging London.
Entrée à quinze ans à l'Académie royale d'art dramatique de Londres (quelques années après Joan Collins), elle débute au cinéma en même temps que le beau Terence Stamp dans  Le Verdict, tous les deux dans l'ombre de Laurence Olivier et Simone Signoret - mais c'est avec le monstre sacré du théâtre britannique que l'affolante jeune fille a eu une aventure. Laurence Harvey la choisit alors comme costar dans une de ses deux réalisations. Elle connaît un triomphe par la suite dans les sulfureux The Servant de Joseph Losey, en soubrette vicieuse acoquinée avec Dirk Bogarde, et Blow-Up de Michelangelo Antonioni, avec David Hemmings et Vanessa Redgrave en vedettes, Jane Birkin en figurante. Peu après, sa prestation d'épouse adultère dans La Fille de Ryan de David Lean, sur un scénario de Robert Bolt, lui vaut les acclamations de la critique; le film, démoli par la critique de l'époque, est boudé par le public ! Dans la foulée, elle incarne Lady Caroline Lamb, dans un film écrit et réalisé par son mari Robert Bolt, face à Richard Chamberlain dans le rôle de son amant Byron. La même année, dans La Méprise d'Alan Bridges (Grand Prix à Cannes), elle interprète une aristocrate dont le chauffeur, joué par Robert Shaw, tombe amoureux.
À l'image de ses rôles de scandaleuses, l'actrice n'a pas bonne réputation. Pendant le tournage du western Le Fantôme de Cat Dancing, la mort mystérieuse de son assistant, David A. Whiting, porte un coup rude à sa carrière sur le grand écran. Elle est accusée de meurtre et acquittée. Outre le fait qu'elle est mariée alors au scénariste et dramaturge Robert Bolt, elle aurait eu une liaison avec son partenaire Burt Reynolds ; les circonstances auraient rendu fou de douleur Whiting, amoureux de Miles. Mais Bolt demeure l'homme de sa vie, puisqu'ils ont été mariés de 1967 à 1975 et de 1988 à la mort de celui-ci en 1995. Cela n'empêche pas que de nombreuses liaisons sont prêtées à l'actrice atypique 
Après ce fait divers, Sarah Miles se tourne vers la télévision, interprétant Estella dans Les Grandes Espérances d'après Charles Dickens, au côté de James Mason. Ses films suivants - Bride to Be avec Stanley Baker, Le Marin... avec Kris Kristofferson - ont peu de retentissement. En 1981, son frère Christopher Miles la dirige dans Priest of Love, biographie de D. H. Lawrence où figurent également Ava Gardner et John Gielgud et partage l'affiche du film d'horreur Venin avec Klaus Kinski et Oliver Reed. L'actrice joue également dans Témoin indésirable, adaptation d'Agatha Christie sur une musique de Dave Brubeck, avec pour covedettes Donald Sutherland, Christopher Plummer et Faye Dunaway, un film de Krzysztof Zanussi avec Max von Sydow, travaillant par ailleurs avec Joseph Losey, Michael Radford (dans un nouveau rôle scandaleux) et John Boorman.   
Sur le petit écran, elle a pour partenaires Stacy Keach et Harrison Ford dans Dynasty et paraît dans Walter and June de Stephen Frears, où elle forme avec Ian McKellen le couple vedette, Harem, télésuite d'aventures exotiques avec, pour autres invités, Omar Sharif et Ava Gardner, le non moins exotique Queenie, d'après une biographie romancée de Merle Oberon par Michael Korda (avec Kirk Douglas et Claire Bloom), A Ghost in Monte Carlo d'après un roman de Barbara Cartland datant de 1951, Dandelion Dead d'après un fait divers des années 1920, où elle joue une femme assassinée par son mari. En 2004, Sarah Miles paraît au côté de David Suchet et Edward Fox dans Hercule Poirot.
Sarah Miles est également très active sur les planches, où elle a notamment été dirigée par Noel Coward et interprété l'œuvre de Bolt. Elle a aussi publié quatre livres livrant une part de sa vie. Récemment, la comédienne s'est mise à la rédaction d'une suite de La Fille de Ryan.

## Filmographie

### Cinéma
- 1962 : Le Verdict (Term of Trial) de Peter Glenville : Shirley Taylor
- 1963 : The Servant  de Joseph Losey : Vera
- 1963 : La Cérémonie (The Ceremony) de Laurence Harvey : Catherine
- 1963 : The Six-Sided Triangle, court métrage de Christopher Miles : La femme
- 1965 : Ces merveilleux fous volants dans leurs drôles de machines  de Ken Annakin : Patricia Rawnsley
- 1966 : I Was Happy Here  de Desmond Davis : Cass Langdon
- 1966 : Blow-Up  de Michelangelo Antonioni : Patricia
- 1970 : La Fille de Ryan  de David Lean : Rosy Ryan
- 1972 : Lady Caroline Lamb de Robert Bolt : Lady Caroline Lamb
- 1973 : La Méprise d'Alan Bridges : Lady Franklin
- 1973 : Le Fantôme de Cat Dancing  de Richard C. Sarafian : Catherine Crocker
- 1975 : Pepita Jiménez  de Rafael Moreno Alba : Pepita Jiménez
- 1976 : The Sailor Who Fell from Grace with the Sea de Lewis John Carlino : Anne Osborne
- 1978 : Le Grand Sommeil  de Michael Winner : Charlotte Sternwood
- 1981 : Priest of Love de Christopher Miles : Star de film
- 1981 : Venin (Venom) de Piers Haggard : Dr Marion Stowe
- 1984 : Témoin indésirable de Desmond Davis : Mary Durant
- 1985 : Steaming de Joseph Losey : Sarah
- 1987 : Sur la route de Nairobi de Michael Radford : Alice de Janzé
- 1987 : Hope and Glory: La Guerre à sept ans de John Boorman : Grace Rowan
- 1992 : Dotknięcie ręki (pl) de Krzysztof Zanussi : Helena
- 2001 : Jurij de Stefano Gabrini : Martina, directrice de la clinique
- 2001 : I giorni dell'amore e dell'odio de Claver Salizzato : Sissi, la mère
- 2003 : The Accidental Detective de Vanna Paoli : Smeralda Mazzi Tinghi

### Télévision

#### Téléfilm
- 1974 : Les Grandes Espérances (Great Expectations) de Joseph Hardy : Estella
- 1975 : Requiem for a Nun : Temple Drake Stevens
- 1976 : Dynasty de Lee Philips : Jennifer Blackwood
- 1983 : Walter and June de Stephen Frears : June
- 1986 : Harem de William Hale : Lady Ashley
- 1987 : Queenie de Larry Peerce : Lady Sybil
- 1990 : A Ghost in Monte Carlo de John Hough : Emilie / Mme Bluet
- 1994 : Dandelion Dead de Mike Hodges : Catherine Armstrong

#### Série télévisée
- 1961 : Deadline Midnight : Vi Vernon (1 épisode)
- 1963 : ITV Play of the Week : Lucile (1 épisode)
- 2004 : Hercule Poirot : Lucy Angkatell (épisode Le Vallon)

## Distinctions

### Nominations
- British Academy Film Awards 1963 : Meilleur nouveau scénariste, réalisateur ou producteur britannique pour Le Verdict
- British Academy Film Awards 1964 : Meilleure actrice britannique pour The Servant
- Laurel Awards 1965 : Laurel d'or de la meilleure nouveau-venue
- Oscars 1971 : Meilleure actrice pour La Fille de Ryan
- Golden Globes 1971 : Meilleure actrice dans un film dramatique pour La Fille de Ryan
- British Academy Film Awards 1971 : Meilleure actrice pour La Fille de Ryan
- Laurel Awards 1971 : Laurel d'or de la meilleure actrice pour La Fille de Ryan
- Golden Globes 1977 : Meilleure actrice dans un film dramatique pour The Sailor Who Fell from Grace with the Sea
- British Academy Film Awards 1988 : Meilleure actrice pour Hope and Glory: La Guerre à sept ans

## Livres
- Second volume de ses mémoires, "Serves Me Right".